# Abacetus auratus
Abacetus auratus là một loài bọ chân chạy thuộc phân họ Pterostichinae. Loài này được Straneo mô tả lần đầu năm 1949 và là loài đặc hữu của Cộng hòa Trung Phi.